# Атбасар-Джезказган-Шуский медный пояс
Атбасар-Джезказган-Шуский медный пояс (каз. Атбасар-Жезказган-Шуский медный пояс) — крупная геологическая структура в Казахстане, приуроченная к Кокшетау-Северо-Тянь-Шаньской складчатой системе. Протяженность пояса 2000 км, ширина 200—300 км.
С севера на юг сменяются рудные районы: Атбасарский, Алтынказган — Кима, Кызылоба — Балталы, Шарыкты, Кенен, Аулиетас, Теректы, Улытау, Жыланды, Джезказган.

## Месторождения
Месторождения медистых песчаников, связанные с верхнепалеозойскими отложениями, слагают обширные мульды и впадины. В Джезказганской группе выявлены крупные месторождения. Жезказган, Кумола, Каракенгир и другие. Оруденение приурочено к сероцветным песчаникам, в разрезе многоярусное.
Руды комплексные. Основные минералы: халькозин, борнит, халькопирит, галенит, сфалерит.
К югу от Джезказгана, в Шу-Сарысуской депрессии, сгруппированы крупные рудопроявления Жаманайбат, Шокпар и другие.
Промышленное значение имеют руды месторождений Итауыз, Сарыоба, Карашошак, Кыпшакбай, Айранбай и другие. Полностью освоены Жезказганский и Жыландинский рудные районы.